# 汀基克里克 (加利福尼亞州)
汀基克里克（英語：Dinkey Creek）是位於美國加利福尼亞州弗雷斯諾縣的一個非建制地區。該地的面積和人口皆未知。

## 地理
汀基克里克的座標為37°05′10″N 119°09′27″W / 37.08611°N 119.15750°W，而該地的平均海拔高度為1825米（即5987英尺）。